# Bletogona erebia
Bletogona erebia är en fjärilsart som beskrevs av Pieter Cornelius Tobias Snellen. Bletogona erebia ingår i släktet Bletogona och familjen praktfjärilar. Inga underarter finns listade i Catalogue of Life.